# Семейният тип
„Семейният тип“ (на английски: Family Guy) е американски анимационен сериал, създаден от Сет Макфарлън през 1999 година за американската телевизия Fox.
До 2021 г. са издадени 20 сезона. Сериалът е прекъсван 2 пъти – през 2000 и 2002 година. Повторения започват да се излъчват по Cartoon Network в САЩ в нощния блок за възрастни Adult Swim. Големите продажби на DVD-то и интересът към повторенията убеждават Fox да го възстанови.
Сериалът е базиран на по-ранните анимационни филмчета на Макфарлън „Животът на Лари“ и „Лари и Стийв“. Героите Питър и Брайън са променени версии на Лари и Стийв.

## Стил
Хуморът на „Семейният тип“ е основан на свободната сюжетна линия, често нелогична и несвързана, с много заемки и препратки към поп културата. Сериалът засяга и много теми-табу като дискриминацията срещу хората от други раси, ЛГБТ общността, евреите, инвалидите и други.

## Герои
- Питър Грифин – бащата.
- Лоис Грифин – Тя е майката на Мег, Крис и Стюи. Тя е домакиня и инструктор по пиано. Лоис е от еврейски произход и е най-религиозна от семейството.
- Мег Грифин – дъщерята.
- Крис Грифин – синът.
- Стюи Грифин – Той е бебето в семейството, само на 1 годинка, но има мозък на гений. Той се влюбва в момичета няколко пъти, но после се оказва, че е гей. Участва във всички епизоди, само без „Welcome Back, Carter“, а в епизода „Peter's Progress“, където Питър научава повече за своето минало и Стюи играе ролята на крал Стюарт III. Той и Брайън са главните герои в епизодите Road to, където двамата пътуват за някъде. Там той често използва машината си за времето. Тези епизоди са пародия на едноименната поредица филми с Боб Хоуп и Бинг Кросби от 40-те и 50-те години на двадесети век.
- Брайън Грифин – Той е говорещо куче, което е изискано и интелигентно. Той слуша класическа музика, чете много книги, готви и е държи на личната хигиена. Обаче в някои епизоди, той пуши трева и цигари, пие алкохол и употребява наркотици. Той е най-добрия приятел на цялото семейство и им помага в трудни моменти.

## „Семейният тип“ в България
В България сериалът започва на 15 ноември 2012 г. по Fox всеки делничен ден от 20:35, като са излъчени 13 епизода. В оригинал първи сезон съдържа 7 епизода, а в случая са добавени първите шест епизода от втори сезон. Така в България е образуван първи сезон. На 22 януари 2013 г. започват останалите 15 епизода от втори сезон от понеделник до петък от 20:30. Трети сезон започва на 12 февруари веднага след втори със същото разписание, но от 1 март се излъчва вече от 19:45. Последният (двадесет и втори) епизод не е излъчен. През 2013 г. първите три сезона са повтаряни многократно в делничните дни като част от анимационния следобеден блок Animation Domination. От 7 април 2014 г. започва да се излъчва отново трети сезон от понеделник до петък от 16:35 по два епизода. На 21 април веднага след предпоследния епизод на трети сезон е излъчен и последния под формата на първи от четвърти сезон от 17:00 премиерно. От следващия ден (22 април) продължава да се излъчва четвърти сезон със същото разписние, като тридесетте му епизода са разделени в два отделни сезона: четвърти, съдържащ 11 (+ последния епизод от трети сезон) и пети, съдържащ 20. На 16 декември 2014 г. започва шести сезон (в оригинал пети) с разписание от понеделник до петък от 23:20. На 5 март 2015 г. започна седми сезон (шести) всеки делник от 23:15. Дублажът е на Андарта Студио. Ролите се озвучават от артистите Даниела Горанова, Стефан Сърчаджиев-Съра от първи до четвърти сезон, Здравко Димитров от пети до края на дублажа на сериала, Явор Караиванов, Живко Джуранов и Златина Тасева.